# حوزه انتخابیه نهاوند
حوزهٔ انتخاباتی نهاوند یکی از حوزه‌های استان همدان برای انتخابات مجلس شورای اسلامی است. این حوزه به مرکزیت نهاوند، ۱ نماینده دارد.

## نمایندگانمجلس شورای اسلامی
این فهرست شامل نمایندگان حوزهٔ انتخابیهٔ نهاوند در مجلس شورای اسلامی است. این حوزهٔ انتخابیه تاکنون در هر دوره یک نماینده داشته‌است.
| دوره    | نام نماینده        | از سال | تا سال | رای    | درصد   |
| ------- | ------------------ | ------ | ------ | ------ | ------ |
| اول     | محمدعلی حیدری      | ۱۳۵۹   | ۱۳۶۰   | ۲۵٫۰۵۲ | ۷۱٫۹٪  |
| اول     | احمد زمانیان       | ۱۳۶۰   | ۱۳۶۳   | ۲۴٫۱۶۲ | ۵۳٪    |
| دوم     | احمد زمانیان       | ۱۳۶۳   | ۱۳۶۷   | ۳۴٫۶۹۳ | ۵۹٪    |
| سوم     | احمد زمانیان       | ۱۳۶۷   | ۱۳۷۱   | ۴۲٫۸۸۹ | ۵۶٪    |
| چهارم   | احمد زمانیان       | ۱۳۷۱   | ۱۳۷۵   | ۲۶٫۹۱۴ | ۴۱٪    |
| پنجم    | محمدرضا علی‌حسینی   | ۱۳۷۵   | ۱۳۷۹   | -      | -      |
| ششم     | محمدرضا علی‌حسینی   | ۱۳۷۹   | ۱۳۸۳   | -      | -      |
| هفتم    | محمدتقی کاویانی‌پور | ۱۳۸۳   | ۱۳۸۷   | -      | -      |
| هشتم    | مهدی سنایی         | ۱۳۸۷   | ۱۳۹۱   | ۲۵٫۷۱۶ | ۳۱٫۱۵٪ |
| نهم     | مهدی سنایی         | ۱۳۹۱   | ۱۳۹۵   | ۴۰٫۵۴۲ | ۴۱٫۹۴٪ |
| دهم     | حسن بهرام‌نیا       | ۱۳۹۵   | ۱۳۹۹   | ۳۱٫۱۳۲ | ۳۴٫۴۳٪ |
| یازدهم  | علیرضا شهبازی      | ۱۳۹۹   | ۱۴۰۳   | -      | -      |
| دوازدهم | علیرضا نثاری       | ۱۴۰۳   | ۱۴۰۷   | ۱۸٫۴۴۶ | -      |

## پی‌نوشت و منبع
- «جدول حوزه‌های انتخابیه در انتخابات نهمین دورهٔ مجلس شورای اسلامی» (PDF). مرکز پژوهش و سنجش افکار صدا و سیما. بایگانی‌شده از اصلی (PDF) در ۵ اكتبر ۲۰۱۸. دریافت‌شده در ۱۵ ژوئن ۲۰۱۶. تاریخ وارد شده در |archive-date= را بررسی کنید (کمک)